# Hôtel Ritz (Parijs)

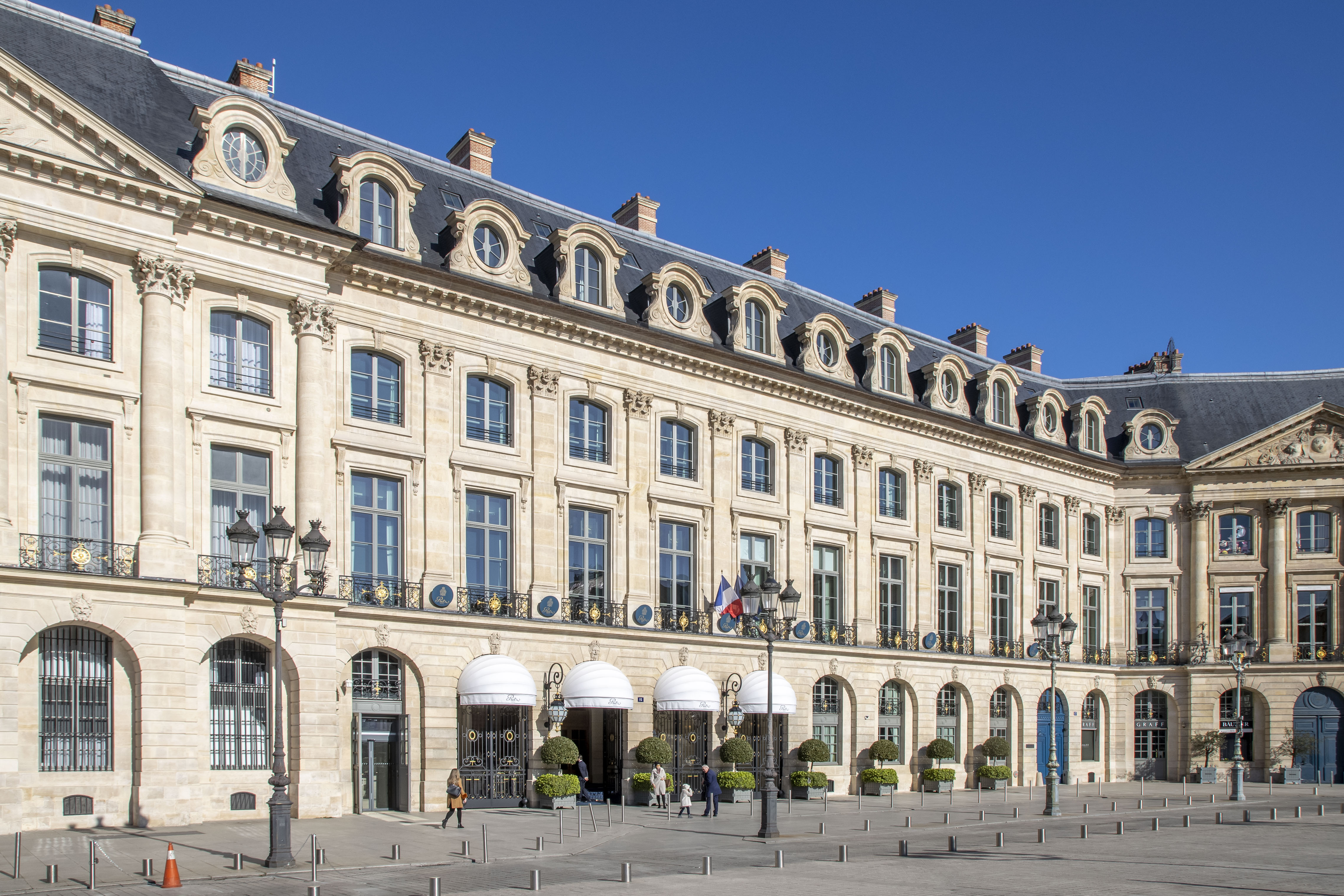
Hôtel Ritz aan het Place Vendôme

Hôtel Ritz is een hotel aan het Place Vendôme 15 in Parijs. Het was eigendom van de Egyptische zakenman Mohamed Al-Fayed.

## Geschiedenis
Het perceel werd in 1705 van de stad Parijs gekocht door Antoine Bitaut de Vaillé die er een herenhuis liet bouwen. Bekende bewoners waren de hertogin de Gramont - het huis stond sindsdien bekend als Hôtel de Gramont - de maarschalk De Lautrec en de markies De Villette. In 1897 werd het onder architectuur van Charles Mewès verbouwd tot hotel, in opdracht van César Ritz die het op 1 juni 1898 opende. In 1979 verkocht de familie Ritz het hotel aan de Egyptische zakenman Mohamed Al-Fayed, die het liet opknappen.
Coco Chanel had 35 jaar lang een appartement in het Ritz Hotel en overleed daar in 1971 op 87-jarige leeftijd. Zij werd waarschijnlijk door de magische vormen van het plein Place Vendome geïnspireerd voor de wijzerplaat van haar beroemde horloge Premiere. Verder had de hertog van Windsor er een sprookjesachtig appartement en logeerden er vele beroemde acteurs en actrices. Ernest Hemingway, een regelmatige klant naar wie veel later in 1994 de Bar Hemingway in het hotel werd genoemd, schreef ooit "Als ik over het hiernamaals droom, dan gebeurt alles altijd in het Ritz in Parijs."
In 1997 bezocht Al-Fayed's zoon Dodi het hotel samen met zijn vriendin Diana Spencer, prinses van Wales. Het paar werd door een chauffeur van het hotel weggebracht en verongelukte bij de Pont de l'Alma. Van de vier inzittenden overleefde alleen de bodyguard van Dodi het ongeluk. (Zie: Dood van Diana Spencer.)
Het hotel onderging van 2012 tot juni 2016 een uitgebreide renovatie waarbij het aantal hotelkamers van 159 naar 142 werd teruggebracht, en elke kamer werd vernieuwd. Via een nieuwe tunnel kunnen gasten het hotel discreet via een geheime in- en uitgang bereiken of verlaten. De renovatie kostte 140 miljoen euro. De nieuwe opening werd mee ondersteund door de korte film, Behind the door, gemaakt door Zoe Cassavetes. De kamerprijzen variërden in 2016 tussen 1.100 en 18.000 euro per nacht